# فرط إنسولين الدم
فرط إنسولين الدم هو حالة مرضية تتصف بمستويات مرتفعة من هرمون الإنسولين الجائل في الدم مقارنة مع مستوى الغلوكوز. في حين يعتبر الخلط بينها وبين الداء السكري أو فرط سكر الدم أمرًا شائعًا، يمكن أن يحدث فرط إنسولين الدم نتيجة عدد من الأمراض الاستقلابية والحالات المرضية، إضافة إلى السكريات غير المغذية في النظام الغذائي. في حين يظهر فرط إنسولين الدم في المراحل الأولى من النمط الثاني من الداء السكري، لا يعتبر سببًا للمرض إنما واحدًا من مظاهره. يحدث النمط الأول من الداء السكري فقط عندما يتعطل عمل الخلايا بيتا في البنكرياس. يمكن ملاحظة فرط إنسولين الدم في عدد من الأمراض مثل الداء السكري من النمط الثاني، إضافة إلى حديثي الولادة وفرط إنسولين الدم دوائي المنشأ. يمكن أن يحدث ذلك في فرط إنسولين الدم الولادي، ومن ضمنه حالات ورم أرومات الجزر البنكرياسية.
يرتبط فرط إنسولين الدم بارتفاع ضغط الدم والبدانة وخلل شحميات الدم وعدم تحمل الغلوكوز. تجتمع هذه الحالات تحت اسم المتلازمة الاستقلابية. يقترح هذا الترابط الوثيق بين فرط إنسولين الدم وحالات المتلازمة الاستقلابية وجود آليات مرضية مرتبطة أو مشتركة. أظهرت الدراسات أن فرط إنسولين الدم «يلعب دورًا في ارتفاع ضغط الدم المرتبط بالبدانة من خلال زيادة امتصاص الصوديوم من قبل الكليتين».
في النوع الثاني من الداء السكري، تصبح خلايا الجسم أكثر مقاومة على تأثيرات الإنسولين إذ تصبح المستقبلات الخلوية التي ترتبط بهرمون الإنسولين أقل حساسية لتراكيزه في الدم، ما يؤدي إلى ارتفاع تركيزه واضطرابات في إفراز الإنسولين. مع نقص الاستجابة على الإنسولين، تفرز خلايا بيتا في البنكرياس كميات إضافية من الإنسولين ردًا على المستويات المرتفعة باستمرار من الغلوكوز في الدم ما يؤدي إلى فرط إنسولين الدم. في الأنسجة المقاومة للإنسولين، يصل تركيز الإنسولين إلى عتبة الحساسية ما يؤدي إلى دخول الغلوكوز إلى الخلايا وبالتالي انخفاض الغلوكوز في الدم. أظهرت الدراسات أن المستويات المرتفعة من الإنسولين الناتجة مقاومة الإنسولين قد تحسن وضع هذه المقاومة.
تبدي الدراسات على الفئران المعدلة وراثيًا لخفض مستويات الإنسولين في دمها أن فرط إنسولين الدم يلعب دورًا سببيًا في البدانة المرتبطة بالنظام الغذائي عالي الدسم. في هذه الدراسة، استهلكت الفئران مخفضة الإنسولين طاقة أكثر وامتلكت خلايا شحمية مبرمجة لحرق بعض الطاقة كحرارة.
يمكن أن يكون فرط إنسولين الدم لدى حديثي الولادة نتيجة عن عدد من الأسباب البيئية أو الوراثية. إذا كانت أم الطفل حديث الولادة مريضة داء سكري، ولا تضبط مستويات الغلوكوز في دمها بشكل دقيق، يمكن أن يشكل دم الأم عالي الغلوكوز بيئة عالية الغلوكوز لدى الجنين. للتعويض عن مستويات سكر الدم المرتفعة، يحدث فرط تنسج في خلايا بيتا البنكرياسية لدى الجنين. يؤدي الانقسام السريع لخلايا بيتا إلى ارتفاع مستويات الإنسولين المفرز للتعويض عن مستويات غلوكوز الدم العالية. بعد الولادة، لا يعود دم الأم عالي الغلوكوز مرتبطًا بدم الطفل حديث الولادة، ما يؤدي إلى انخفاض سريع في غلوكوز الدم لدى الوليد. من أجل علاج هذه الحالة، يجب تقديم تراكيز مرتفعة من الغلوكوز إلى حديث الولادة للحفاظ على مستوى طبيعي. تتراجع حالة فرط إنسولين الدم تلقائيًا بعد يوم إلى يومين.

## الأعراض
لا يسبب فرط إنسولين الدم عادة أي مظاهر سريرية إلا إذا حدث نقص في غلوكوز الدم، ويمكن أن يؤدي نقص سكر الدم إلى الأعراض التالية:
- ضعف مؤقت في العضلات.
- ضباب ذهني.
- تعب عام.
- تشوش فكري مؤقت، أو فقدان القدرة على التركيز.
- مشاكل بصرية مثل تشوش الرؤية أو ازدواج الرؤية.
- الصداع.
- الرجفة في الأطراف.
- العطش.

إذا شعر الشخص بأي من هذه الأعراض، ينصح بمراجعة طبيب ذي خبرة في هذا المجال، كما قد تكون هناك حاجة لإجراء تحليل دم تشخيصي.

## الأسباب
تشمل الأسباب المحتملة:
- التنشؤات.
- سوء امتصاص الكربوهيدرات.
- سرطان البنكرياس.
- متلازمة المبيض متعدد الكيسات.
- الدهون المتحولة.[8]